# Taschachhaus
Het Taschachhaus is een berghut in het Pitztal in de Ötztaler Alpen in de Oostenrijkse deelstaat Tirol. De berghut ligt op een hoogte van 2434 meter in de gemeente Sankt Leonhard im Pitztal, naast de gletsjer Taschachferner, ten noordwesten van de Wildspitze.
De berghut is eigendom van de sectie Frankfurt am Main van de Deutsche Alpenverein (DAV). De eerste hut werd gebouwd in 1873 en 1874. De hut was toen de derde Duitse berghut in Oostenrijk. In 1898 en 1899 werd door de sectie Frankfurt am Main een nieuwe hut gebouwd, die werd uitgebreid en gemoderniseerd tussen 1954 en 1957, in 1969 en tussen 1979 en 1981. Heden ten dage biedt de hut bergbeklimmers veertig bedden en tachtig matrassen. Vanaf de herfst van 1999 zijn ook zestien plaatsen beschikbaar gedurende de wintermaanden.
De hut is onder andere via een goed begaanbare weg vanuit het dorp Mandarfen in de gemeente St. Leonhard im Pitztal via de Taschachalm te bereiken. De hut is ook bereikbaar vanuit omliggende alpenverenigingshutten als de Braunschweiger Hütte (via de Mittelbergjoch), de Breslauer Hütte (via de Wildspitze en de Mitterkarjoch), het Gepatschhaus (via de Ölgrubenjoch), de Rauhekopfhütte (via de Wannetjoch), de Vernagthütte en de Rifflseehütte.
Vanuit de hut worden vele omliggende bergtoppen beklommen. Bergtoppen met een hoogte boven de 3000 meter die vanuit de hut veelal beklommen worden zijn de Wildspitze, de Hinterer Brochkogel, de Bliggspitze, de Hintere Ölgrubenspitze, de Petersenspitze, de Pitztaler Urkund, de Nördliche Sexegertenspitze en de Vordere Ölgrubenspitze.